# Cattedrale dell'Arcangelo Michele (Nižnij Novgorod)
La cattedrale dell'Arcangelo Michele (in russo Михайло-Архангельский собор?) è una delle cattedrali di Nižnij Novgorod, in Russia. È l'unica chiesa del Cremlino di Nižnij Novgorod ad essere stata preservata dalla distruzione. Ricostruita tra il 1628 ed il 1631 sul sito della più antica chiesa in pietra della città, custodisce al proprio interno le ceneri dell'eroe nazionale Kuz'ma Minin.

## Storia e descrizione
Nel 1221, anno di fondazione della città da parte del gran principe Jurij II di Vladimir, una chiesa in legno fu edificata nel sito dell'attuale cattedrale. Tra il 1227 ed il 1229, la struttura fu rimpiazzata dal primo tempio cristiano ortodosso in pietra della nuova città. Caratterizzato dal colore bianco delle pareti, l'edificio fu abbattuto e ricostruito nel 1359, al fine di divenire la chiesa del palazzo del gran principe. Per vario tempo in essa furono seppelliti i sovrani del principato di Nižnij Novgorod-Suzdal'.
Il pavimento era costituito da piastrelle di ceramica decorate da stelle a sei punte, dipinte con intonaco bianco su sfondo rosso. In termini di materiali e stile, questo tipo di pavimento era senza precedenti nell'ambito dell'architettura russa. Durante l'assedio tartaro del 1377 la cattedrale fu incendiata e crollò parzialmente. Stando ad alcune cronache dell'epoca, per lungo tempo versò in stato d'abbandono e non ospitò funzioni religiose.
Tra il 1628 ed il 1631, quando la città fu soggetta a varie opere di manutenzione, resesi necessarie a causa dei danni derivanti dal Periodo dei torbidi, la cattedrale fu ricostruita. Ad interessarsi del recupero dell'edificio fu il patriarca di Mosca Filarete, tornato in quegli anni dalla prigionia polacca. Con il benestare dello zar Michele ed attraverso il finanziamento della tesoreria statale, i lavori furono affidati a Lavrentij Semenov e al suo figliastro Antipa. 

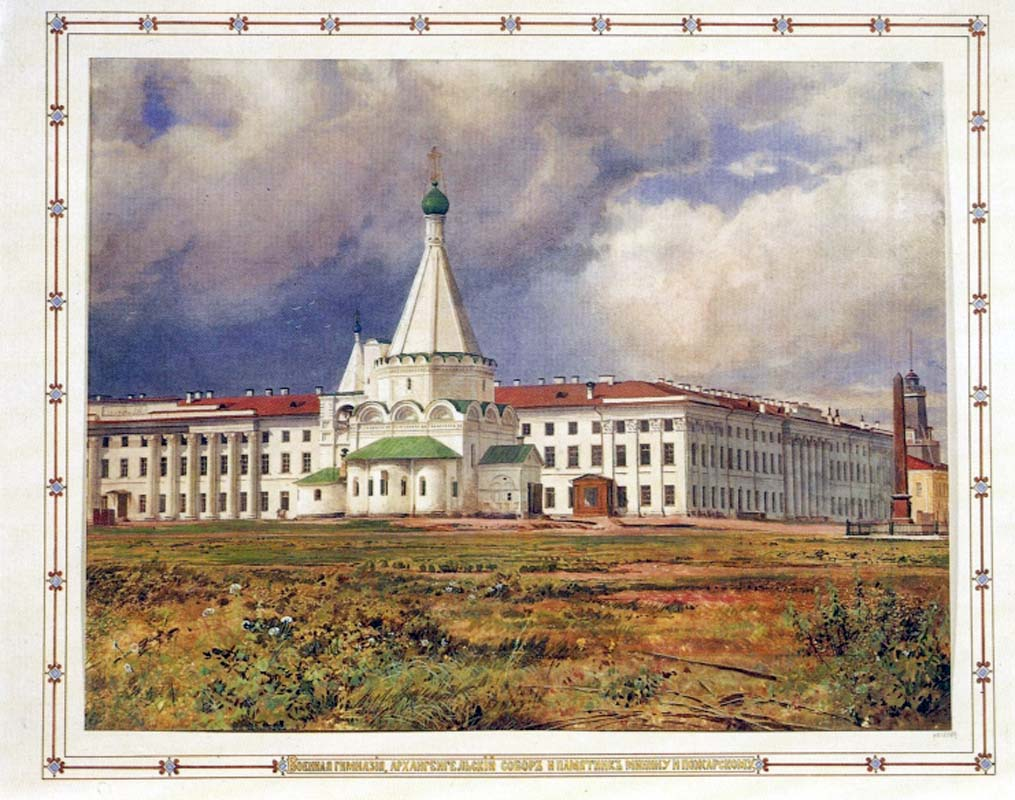
Cattedrale dell'Arcangelo Michele nel 1870

Iniziata il 23 aprile 1628, la costruzione venne completata tre anni dopo da Antipa Semenov, subentrato al patrigno morto in corso d'opera e sepolto presso il monastero dell'Ascensione Pečerskij. Il restauro fu dedicato alla milizia popolare di Kuz'ma Minin e Dmitrij Požarskij che nel 1612 contribuì a liberare la Russia dall'occupazione polacca. Pur rispettando le dimensioni del vecchio edificio, varie modifiche interessarono l'aspetto della struttura, in particolare in relazione al campanile ed al tetto.
Nel 1672, all'edificio fu aggiunto un altare laterale che, tuttavia, fu poi rimosso poiché considerato estraneo alla fisionomia originaria della cattedrale. Nel 1704 e nel 1715 due incendi danneggiarono l'iconostasi e solo nel 1732 venne attuato un intervento di recupero. Nel 1795, nel 1845 e nel 1910 la cattedrale fu oggetto di altre operazioni di restauro. Nel 1962 la ceneri di Kuz'ma Minin, precedentemente ospitate dalla vicina cattedrale della Trasfigurazione, distrutta dai sovietici, furono traslate presso la cattedrale dell'Arcangelo Michele, dove si trovano tuttora. La struttura custodisce al proprio interno anche le spoglie mortali dei figli del gran principe Dmitrij Konstantinovič, Vasilij Kirdjapa e Ivan.
Il 3 novembre 2005, la cattedrale venne visitata dal patriarca di Mosca Alessio II. Questo evento è ricordato da una targa commemorativa. Il 16 marzo 2009, nove campane sono state donate al tempio da parte dell'assemblea legislativa dell'Oblast' di Nižnij Novgorod. Dieci giorni dopo, la più grande delle nove campane (dal peso di 530 chilogrammi) è stata issata sul campanile dell'edificio. Nel settembre 2009 il nuovo patriarca Cirillo I, in visita alla città, ha donato alla cattedrale un'icona della Madonna di Kazan'.